# Oued El Alleug
Ouled El Alleug ou Oued Alleug (em árabe: وادى العلايق) é uma cidade e comuna localizada na província de Blida, Argélia. Segundo o censo de 2008, a população total da cidade era de 40 710 habitantes.